# Liberale Staatspartij
De Liberale Staatspartij, tot februari 1938 met als naamvoering 'De Vrijheidsbond', was een meer traditioneel liberale partij in Nederland. De partij ontstond op 16 april 1921 uit de hereniging van liberalen uit de Liberale Unie, de Bond van Vrije Liberalen en enkele kleinere liberale partijen. De partij ging in 1946 op in de na afloop van de Tweede Wereldoorlog nieuw opgerichte Partij van de Vrijheid.

## Standpunten
De Vrijheidsbond/LSP ging uit van grote persoonlijke vrijheid, zowel in het privéleven als in het openbare leven. De rol van de overheid moest zo beperkt mogelijk zijn, er moest sprake zijn van vrijhandel, en de staatsuitgaven dienden zo laag mogelijk te worden gehouden. Wel moest de overheid zorgen voor handhaving van orde en gezag en moesten de economisch zwakkeren via sociale zekerheid worden beschermd.
De LSP was pleitbezorger van openbaar onderwijs, gelijke rechten voor mannen en vrouwen, invoering van een premievrij staatspensioen, steun aan particuliere initiatieven voor natuurbehoud, internationale ontwapening en geleidelijke invoering van autonomie in Nederlands-Indië.

## Historische ontwikkeling

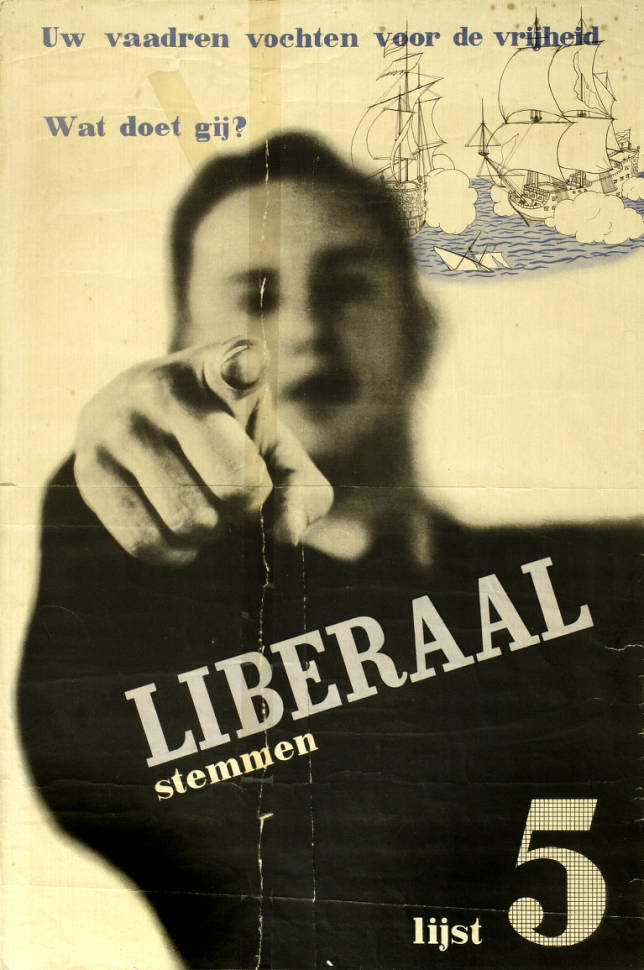
Een verkiezingsaffiche uit 1937

Na de invoering van de evenredige vertegenwoordiging verloren de twee grote liberale groeperingen, Liberale Unie en Vrije-Liberalen, veel zetels. Daarnaast kwamen er nieuwe liberale splinterpartijen op. Met de vorming van de Vrijheidsbond werden de krachten gebundeld. Alleen de links-liberale VDB bleef buiten de nieuwe bond.
Samenstellende delen van de Vrijheidsbond waren behalve de Liberale Unie en de Bond van Vrije Liberalen, de Economische Bond van Treub, de Neutrale Partij (van de revueartiest Henri ter Hall), de Middenstandspartij en de Algemeene Staatspartij.
In de nieuwe partij kreeg de liberale traditie al snel de overhand. In 1922 kreeg de Vrijheidsbond concurrentie van de Liberale Partij, die zich onder andere richtte op herinvoering van het districtenstelsel. Ook de Middenpartij voor Stad en Land, die in 1929 één zetel behaalde, kan als liberale concurrent worden beschouwd.
De partij maakte driemaal deel uit van de regering: tussen 1933 en 1937 in de kabinetten Colijn-II en Colijn-III en in 1939 in het zeer kortstondige kabinet-Colijn V.
Gedurende het Interbellum nam de aanhang van de Vrijheidsbond steeds verder af, met Tweede Kamerverkiezingen van 1937 als dieptepunt, toen de LSP niet verder kwam dan vier zetels. Als reactie hierop werd in 1938 Ben Telders gekozen tot voorzitter van de LSP. Telders stond bekend als meer sociaal-liberaal dan zijn voorgangers en men hoopte dat hij de partij kon hervormen.
Vanwege de Tweede Wereldoorlog konden de hervormingsplannen echter geen doorgang vinden. Op 5 juli 1941 werd de LSP door de Duitse bezetter verboden. Telders, die zich verzette tegen de Duitse bezetter, werd op 18 december 1940 gearresteerd en belandde in diverse concentratiekampen. Hij overleed op 6 april 1945 in Bergen-Belsen. Het wetenschappelijk bureau van de VVD is naar Telders genoemd.
Na de bevrijding van Nederland leidde het streven naar vernieuwing en nieuwe aanhang tot de oprichting van de Partij van de Vrijheid. De LSP besloot op 5 oktober 1946 in die partij op te gaan.

### Verkiezingen in 1963
In 1963 probeerden enkele VVD'ers - oud-Vrijheidsbonders - de LSP nieuw leven in te blazen. Ze richtten een nieuwe Liberale Staatspartij op waarvan de kleurrijke burgemeester van Gorinchem, mr. Louis Rudolph Jules ridder van Rappard, voorzitter werd. De nieuwe LSP deed datzelfde jaar mee aan de verkiezingen voor de Tweede Kamer maar behaalde geen zetel en verdween weer van het politieke toneel.

## Aanhang en achterban
De aanhang en achterban van de Vrijheidsbond/LSP bestond uit het meer welgestelde deel van de bevolking, en in het bijzonder zakenlieden uit Rotterdam (havenbaronnen) en Amsterdam. Ook een deel van het oude patriciaat behoorde tot de achterban van de LSP.

## Nevenorganisaties
De LSP kende enkele belangrijke nevenorganisaties, de voornaamste was de Vrouwengroep in de Vrijheidsbond (later: Vrouwengroep van de Liberale Staatspartij), welke in haar beginjaren werd geleid door Welmoet Wijnaendts Francken-Dyserinck, voorzitster van de Nederlandsche Bond voor Vrouwenkiesrecht. Ook kende de LSP een jeugdbeweging: Centrale van Jongeren in de Vrijheidsbond, later Bond van Jong-Liberalen genoemd. De bekendste voorzitter van de jeugdbeweging was Henk Korthals.

## Historische gegevens

### Verkiezingsresultaten en kabinetsdeelname
| Verkiezingsjaar                      | Aantal stemmen | % van de stemmers | Aantal behaalde zetels | Coalitie/Oppositie                             |
| ------------------------------------ | -------------- | ----------------- | ---------------------- | ---------------------------------------------- |
| 1922                                 | 271.358        | 9,3               | 10/100                 | Oppositie                                      |
| 1925                                 | 269.564        | 8,7               | 9/100                  | Oppositie                                      |
| 1929                                 | 249.105        | 7,4               | 8/100                  | Oppositie                                      |
| 1933                                 | 258.732        | 7,0               | 7/100                  | Coalitie (1933-1935)                           |
| 1933                                 | 258.732        | 7,0               | 7/100                  | Coalitie (1935-1937)                           |
| 1937                                 | 160.260        | 4,9               | 4/100                  | Oppositie (1937-1939)                          |
| 1937                                 | 160.260        | 4,9               | 4/100                  | Extra-parlementaire deelname ( juli-aug. 1939) |
| 1937                                 | 160.260        | 4,9               | 4/100                  | Oppositie (1939-1940)                          |
| Ballingschap                         | /              | /                 | /                      | Geen deelname (1940-1941)                      |
| Ballingschap                         | /              | /                 | /                      | Deelname (1941-1945)                           |
| Ballingschap                         | /              | /                 | /                      | Geen deelname (feb.-juni 1945)                 |
| Op basis van verkiezingsuitslag 1937 | 160.260        | 4,9               | 4/100                  | Oppositie (1945-1946)                          |

### Voorzitters van de Vrijheidsbond/LSP
- 1921-1926: Hendrik Coenraad Dresselhuys
- 1927-1933: Dirk Fock
- 1933-1938: Willem Carel Wendelaar
- 1938-1945: Ben Telders
- 1945: M.H. de Boer (waarnemend)

### Secretarissen
- 1921-1930: Gerard Adolf Boon
- 1930-1946: J. Rutgers

### VoorzitstersVrouwengroep
- 1921-1922: Esther Welmoet Wijnaendts Francken-Dyserinck
- 1922-1931: Alida Koek-Mulder
- 1932-1933: Louise van Eeghen
- 1933-1938: Johanna Westerman
- 1938-1946: Julie Redeke-Hoek

Secretarissen
- 1921-1922: Hannah van Bieman-Hijmans
- 1931-1933: Elisabeth Alida Johanna Scheltema-Conradi
- 1933-1936: A. van Gilse-van Geldermalsen
- 1936-1938: J. Meijer-Rummelhoff

### VoorzittersBond van Jong-Liberalen
- 1924-1930: Nicolaas Johannes Cornelis Marie Kappeyne van de Coppello
- 1930-1934: Ferdinand Hollander
- 1934-1937: H.L. van Zanten
- 1937-1940: Henk Korthals
- 1940-1946: F. Neisingh

Secretarissen
- 1924-1929: G.J.J. Bührmann
- 1929-1934: A.J. Tom
- 1934-1936: A.B. Adrian
- 1936-1937: Henk Korthals
- 1937-1938: G. van den Burg
- 1938-1946: A.A.C. Reedijk

### Aantal zetels in de Tweede Kamer
- 1921: 15 zetels (na fusie van de Liberale Unie, de Bond van Vrije Liberalen, de Economische Bond en enkele kleinere partijen)
- 1922: 10 zetels
- 1925: 9 zetels
- 1929: 8 zetels
- 1933: 7 zetels
- 1937: 4 zetels

### Fractievoorzitters van de Vrijheidsbond/LSP in de Tweede Kamer
- 1921-1922: Pieter Rink
- 1922-1926: Hendrik Coenraad Dresselhuys
- 1926-1929: Anton van Gijn
- 1929-1933: Hendrik Johan Knottenbelt
- 1933-1940: Steven Bierema

### Aantal zetels in de Eerste Kamer
- 1922: 1 zetel
- 1923: 5 zetels
- 1926: 6 zetels
- 1929: 6 zetels
- 1932: 6 zetels
- 1935: 5 zetels
- 1937: 3 zetels

### Andere partijprominenten
- Walrave Boissevain
- Ernst Heldring
- Henk Korthals
- Cornelis Lely
- Jhr. Otto van Lidth de Jeude
- Anthon ridder van Rappard
- Pieter Droogleever Fortuyn
- Johan Adriaan Herman Coops